# Уркендеу (Улытауская область)
Уркендеу (каз. Өркендеу) — село в Жанааркинском районе Улытауской области Казахстана. Входит в состав Актубекского сельского округа. Код КАТО — 354439400.

## Население
В 1999 году население села составляло 189 человек (99 мужчин и 90 женщин). По данным переписи 2009 года, в селе проживали 64 человека (39 мужчин и 25 женщин).